# The Fosters
The Fosters (Familia de acogida en España y The Fosters (título original) en Latinoamérica) es una serie televisiva de drama familiar estadounidense creada por Peter Paige y Bradley Bredeweg, que estrenó en Estados Unidos el 3 de junio de 2013 y finalizó el 6 de junio de 2018 en la cadena de televisión Freeform (antes llamada ABC Family). Sigue las vidas de la familia Foster liderada por la pareja de Stef y Lena, una policía y vicedirectora de la escuela, respectivamente, que están criando juntas al hijo biológico de una de las dos mujeres, y cuatro chicos adoptados en San Diego, California.
La primera temporada de The Fosters recibió críticas generalmente favorables de los críticos y también obtuvo una aclamación particular por su interpretación de temas LGBT. También ganó dos GLAAD Media Awards y un Teen Choice Award.
El 3 de enero de 2018, Freeform anunció que la serie terminaría al finalizar la quinta temporada. La serie finalizó con un evento final de tres episodios que se emitieron del 4 al 6 de junio de 2018, siendo un evento de 3 noches seguidas.

## Argumento

### Primera temporada
Stef Foster y Lena Adams son una pareja lesbiana que llevan juntas más de una década y tienen tres hijos. El mayor de los chicos es hijo biológico de Stef de su primer matrimonio (Brandon), y los otros dos son unos mellizos de origen latino (Mariana y Jesús) que adoptaron cuando tenían cinco años de edad. Ahora, Lena decide dar hogar temporal a dos hermanos (Callie y Jude) que han pasado por una serie de hogares adoptivos con familias abusivas, Lena y Stef no tienen intenciones de adoptarlos pero, las cosas cambian cuando empiezan a encariñarse con ellos.

### Segunda temporada
Después de que Callie descubre que Donald no es su padre biológico, busca al verdadero para exigirle que firme los papeles para las Fosters puedan adoptarla. Mientras tanto, Mariana se conecta con su familia biológica materna y, después de la boda de Stef y Lena y la adopción de Jude, Lena y Stef sufren bloqueos en la adopción de Callie. Además, Jude cuestiona su sexualidad.

### Tercera temporada
Después del accidente, Jesús se va a un internado y Stef está decidida a encontrar al responsable del accidente automovilístico. Mientras tanto, Callie se encuentra con un adolescente que huyó de su familia de acogida temporal, AJ, y Brandon comienza su programa de música en Idyllwild. Stef y Lena tienen problemas en su matrimonio al mismo tiempo que luchan por adoptar a Callie lo más rápido posible. Además, Jesús inicia la búsqueda para encontrar a su padre biológico.

### Cuarta temporada
Callie está decidida a averiguar acerca de un caso policial que condenó a un adolescente por asesinato, pero se entera de los oscuros secretos que rodean el caso. Mientras tanto, después de adoptar a A.J., Mike lucha con la paternidad mientras lidia con su novia, Ana. Además, Mariana se esfuerza por dejar ir a Nick después del incidente en la escuela y Jesús tiene graves problemas de salud. Los Foster tienen problemas cuando las relaciones tensas y un comportamiento errático afectan a la familia y a la ciudad.

### Quinta temporada
Luego de que es rescatada, Callie decide ser como cualquier otra adolescente y dejar de hacer tantos problemas. El primer amor de Stef se muda a su lado, lo que hace que tenga que lidiar con ataques de pánico y ansiedad. Mariana encuentra varios pretendientes y un deporte en el que se encuentra cómoda. Lena y Stef acogen temporalmente a una chica mientras se resuelve el estado de sus padres indocumentados. Jesús lucha contra su ira, mientras tiene problemas en su relación con Emma y con sus paraprofesionales. Lena hace todo lo posible para que Anchor Beach no se vuelva privada.

## Reparto
| Actor          | Personaje                           | Temporada | Temporada | Temporada | Temporada | Temporada |
| Actor          | Personaje                           | 1         | 2         | 3         | 4         | 5         |
| -------------- | ----------------------------------- | --------- | --------- | --------- | --------- | --------- |
| Teri Polo      | Stef Foster/Stef Adams Foster       | Principal | Principal | Principal | Principal | Principal |
| Sherri Saum    | Lena Adams/Lena Adams Foster        | Principal | Principal | Principal | Principal | Principal |
| Jake T. Austin | Jesús Foster/Jesús Adams Foster     | Principal | Principal |           |           |           |
| Noah Centineo  | Jesús Foster/Jesús Adams Foster     |           |           | Principal | Principal | Principal |
| Hayden Byerly  | Jude Jacob/Jude Adams Foster        | Principal | Principal | Principal | Principal | Principal |
| David Lambert  | Brandon Foster                      | Principal | Principal | Principal | Principal | Principal |
| Maia Mitchell  | Callie Jacob/Callie Adams Foster    | Principal | Principal | Principal | Principal | Principal |
| Cierra Ramírez | Mariana Foster/Mariana Adams Foster | Principal | Principal | Principal | Principal | Principal |
| Danny Nucci    | Mike Foster                         | Principal | Principal | Principal | Principal | Principal |

## Episodios
| Temporada | Temporada | Episodios | Emisión original    | Emisión original    |
| Temporada | Temporada | Episodios | Inicio              | Final               |
| --------- | --------- | --------- | ------------------- | ------------------- |
|           | 1         | 21        | 3 de junio de 2013  | 24 de marzo de 2014 |
|           | 2         | 21        | 16 de junio de 2014 | 23 de marzo de 2015 |
|           | 3         | 20        | 8 de junio de 2015  | 28 de marzo de 2016 |
|           | 4         | 20        | 20 de junio de 2016 | 11 de abril de 2017 |
|           | 5         | 22        | 11 de julio de 2017 | 6 de junio de 2018  |

## Webisodios
El 27 de enero de 2014, se confirmó que ABC Family dio luz verde a la serie digital derivada de The Fosters, llamada "The Fosters: Girls United". La serie web de cinco capítulos la protagonizan las residentes del hogar de grupo "Girls United" quienes son Maia Mitchell, Daffany Clark, Cherinda Kincherlow, Annamarie Kenoyer, Alicia Sixtos, Hayley Kiyoko y Angela Gibbs, estrellas igualmente en la serie The Fosters.

## Producción
The Fosters fue renovada para una segunda temporada por ABC Family el 11 de octubre de 2013. El 13 de enero de 2015 se anunció que ABC Family renovó The Fosters para una tercera temporada.
El 30 de noviembre de 2015 se anunció que ABC Family renovó The Fosters para una cuarta temporada y se emitiría por Freeform.
El 10 de enero de 2017 se anunció que Freeform renovó The Fosters por una quinta temporada. El 3 de enero de 2018, Freeform anunció que la serie terminaría al finalizar la quinta temporada. El final también actuó como una introducción a una serie derivada protagonizada por Cierra Ramírez y Maia Mitchell, comenzará con una primera temporada de trece episodios y habrá un salto temporal entre el final de la serie madre y la serie derivada titulada Good Trouble, seguirá a "Callie y Mariana, mientras se embarcan en la siguiente fase de su vida de jóvenes adultos". El 14 de marzo de 2018 se anunció que los últimos tres episodios de la serie se transmitirían del 4 al 6 de junio de 2018, siendo un evento de 3 noches seguidas.

### Creación
The Fosters fue creada por Bradley Bredeweg y Peter Paige quienes son abiertamente homosexuales, querían escribir un drama que reflejara la "familia moderna estadounidense". Después de considerar originalmente una historia sobre dos padres homosexuales, la pareja decidió que el tema de dos hombres criando a una familia ya se había hecho en televisión y, en cambio, comenzaron a considerar una historia sobre dos mujeres. Cuando se le preguntó sobre el concepto de dos madres lesbianas criando a una familia mezclada, Bredeweg declaró: "Nos dimos cuenta de que había una especie de vacío cuando se trataba de historias sobre mujeres que criaban familias. Así que emprendimos ese camino. De repente, nos dimos cuenta de que teníamos una historia que no había sido contada en televisión antes". Además, ciertos elementos de la serie que tratan con el sistema de acogida se dice que fueron inspirados por un amigo de la infancia de Bredeweg, que tuvo problemas en el sistema de adopción antes de ser adoptado en su último año de la escuela secundaria.

### Desarrollo

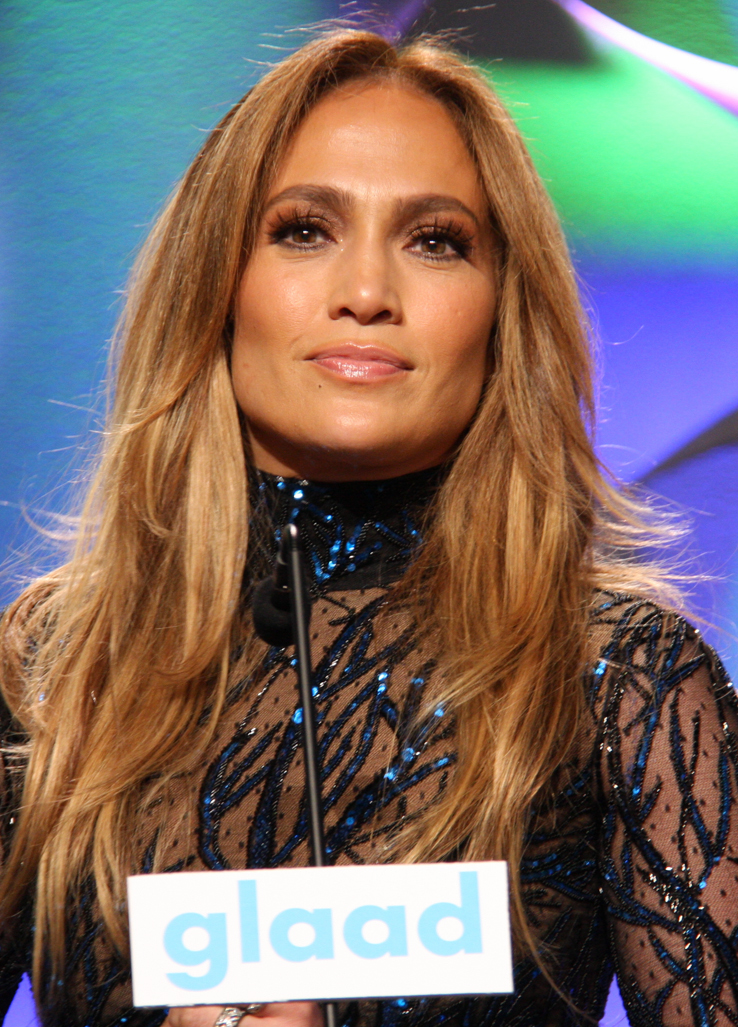
Executive producer Jennifer Lopez

Al desarrollar el concepto, Bredeweg y Paige se encontraron inicialmente con cierta resistencia de Hollywood, con Bredeweg relatando, "Había algunas personas a nuestro alrededor, algunas personas en la ciudad que decían, 'ya sabes, simplemente no va a suceder. Nunca vas a vender este espectáculo". Después de completar el primer borrador del guion del episodio piloto, el equipo fue presentado a Jennifer López a través de un amigo que trabajaba en su productora Nuyorican Productions, que buscaba expandirse en la televisión con guion. Al describir su discurso inicial a López, Bredeweg declaró: "Cuando nos encontramos con Jennifer, ella realmente se enamoró de él. En el momento en que la tuvimos, sabíamos que teníamos una fuerza detrás de nosotros"
Se dice que la decisión de López de involucrarse en el proyecto fue en gran medida inspirada por su difunta tía Marisa, la hermana mayor de la madre de López que había sufrido discriminación durante su vida debido a su orientación sexual y no podía tener su propia familia. Al hablar sobre el concepto del programa, López afirmó: "Aunque [el guion] era sobre una familia no tradicional y tenía algunos temas más nuevos, también tenía algunos temas básicos sobre la familia y el amor y lo que es realmente importante. Y la vida puede ser complicada y desordenada a veces y no tan simple. Da una muy buena descripción de la familia en estos tiempos".
Con López a bordo, el equipo llevó el concepto a varias redes, incluida ABC Family, con Bredeweg recordando: "ABC Family fue realmente receptivo desde el principio. Extrañamente, se sintió como un partido hecho en el cielo. El lema de ABC Family es 'Un nuevo tipo de familia'. Tuvimos un nuevo tipo de familia moderna, y despegó desde allí". El 6 de julio de 2012, The Hollywood Reporter, entre otras fuentes, informó que Jennifer López y su productora, Nuyorican Productions, estaban desarrollando el drama de una hora de duración aproximadamente en cada episodio para el canal ABC Family, con López establecida como productora ejecutiva junto a Simon Fields y Greg Gugliotta, así como a los productores y escritores Peter Paige y Brad Bredeweg.
Finalmente, la primera promo televisada apareció en ABC Family el 19 de abril de 2013.

### Casting

#### Temporada 1
El 23 de agosto de 2012, las fuentes informaron que ABC Family había ordenado un piloto para The Fosters, una serie que contaría la historia de una pareja de lesbianas que está criando una mezcla multiétnica del siglo XXI de niños adoptivos y biológicos. El 24 de septiembre de 2012, se informó que Teri Polo y Sherri Saum habían sido elegidas para protagonizar el piloto como las dos candidatas a Stef Adams Foster y Lena Adams Foster, respectivamente.
El 6 de febrero de 2013, se informó que ABC Family recogió el programa, con la producción programada para comenzar esa primavera para el estreno de verano de 2013. El resto del elenco principal también fue anunciado en ese momento, incluyendo Danny Nucci como el exmarido de Stef (Mike Foster), David Lambert como su hijo biológico (Brandon Foster), Jake T. Austin y Cierra Ramírez como los mellizos adoptivos de Stef y Lena (Jesús y Mariana Foster), y Maia Mitchell y Hayden Byerly como sus hijos adoptivos (Callie y Jude Jacob).
Al contar el proceso de casting, Bredeweg explicó: "Pasamos horas incansables tratando de encontrar a la persona adecuada para cada papel. Luego todos comenzaron a aparecer, como en el dominó, el momento en que encontramos a nuestra Lena, el momento en que encontró a nuestra Callie, en el momento en que encontramos a nuestra Stef, todo comenzó a alinearse perfectamente para nosotros". El 11 de abril de 2013, TV Guide reveló la primera foto oficial del reparto de The Fosters.

#### Temporada 2
En febrero de 2014, se anunció que Bailee Madison se uniría al elenco, el 14 de marzo se anunció que Ashley Argota se uniría al elenco en el papel de Lou Chan, en mayo de 2014, se anunció que Jordan Rodrigues se uniría al elenco en el papel de Mat Tan y Kerr Smith en el papel de Robert Quinn, en junio de 2014, se anunció que Caitlin Carver se uniría al elenco en el papel de Hayley Heinz, en septiembre de 2014 se anunció que Annika Marks se uniría al elenco en el papel de Monte Porter.
El 23 de marzo de 2015, se anunció que Jake T. Austin dejaría el programa. Tuiteó: “Me siento honrado de haber sido parte de la política innovadora de esta serie, pero personalmente quiero hacerles saber que mi tiempo en la serie ha llegado a su fin este año”, escribió el actor en su cuenta de la mencionada red social, “Gracias por dejarme ser parte de su familia, ha sido un placer".

#### Temporada 3
El 14 de abril de 2015 se Variety anunció Katherine McNamara, Keean Johnson y Tom Williamson habrían conseguido papeles para interpretar a Kat, Tony y A.J. respectivamente.
En abril de 2015 se anunció que Yvette Monreal participaría en esta temporada en el papel de Adriana Gútierrez.
En junio de 2015 se anunció que Noah Centineo remplazaría a Jake T. Austin en el papel de Jesús Adams Foster y también se informó que ABC había fichado a Chris Warren en el papel de Ty Hensdale.
En octubre de 2015 se anunció que Rob Morrow y Kelli Williams habían conseguido papeles en esta temporada.

#### Temporada 4
El 25 de abril de 2016 se anunció que Elliot Fletcher interpretaría a Aaron Baker, en octubre de 2016 se anunció que Jared Ward se uniría al elenco, en noviembre de 2016 se anunció que Shi Ne Nielson interpretaría a Kate O’Brien, en diciembre de 2016 se anunció que Kara Royster interpretaría a Dawn.

### Rodaje
El rodaje de la primera parte de la temporada 2 comenzó el 27 de febrero de 2014. El rodaje de la segunda parte de la temporada 2 comenzó el 4 de septiembre de 2014.

## Serie derivada
El 3 de enero de 2018, se anunció que el final de la serie también actuará como una introducción a Good Trouble, una serie derivada que sería protagonizada por Cierra Ramírez y Maia Mitchell, esta comenzará con una primera temporada de trece episodios y habrá un salto temporal desde el final de la serie madre, seguirá a "Callie y Mariana, mientras se embarcan en la siguiente fase de su vida de jóvenes adultos".

## Recepción

### Recepción de la crítica
La primera temporada The Fosters obtuvo un puntaje de 69/100 en Metacritic, según las críticas de once críticos, lo que indica "críticas generalmente favorables". Aunque reconocieron que su red (ABC Family (ahora Freeform)) estaba algo comprometida con el formato "jabonoso" al que se había acostumbrado su público objetivo, los críticos elogiaron la serie por su capacidad de atraer tanto a adultos como a jóvenes, el crítico del Boston Herald, Mark A. Perigard escribió: "El espectáculo juega con las esperanzas y los sueños de los adolescentes [...] pero también hay una historia para los adultos". Y St. Louis Post-Dispatchla crítico de  Gail Pennington se hizo eco del sentimiento y escribió: "Lo suficientemente inteligente para adultos, lo suficientemente accesible para los espectadores más jóvenes y lo suficientemente entretenida para los dos".

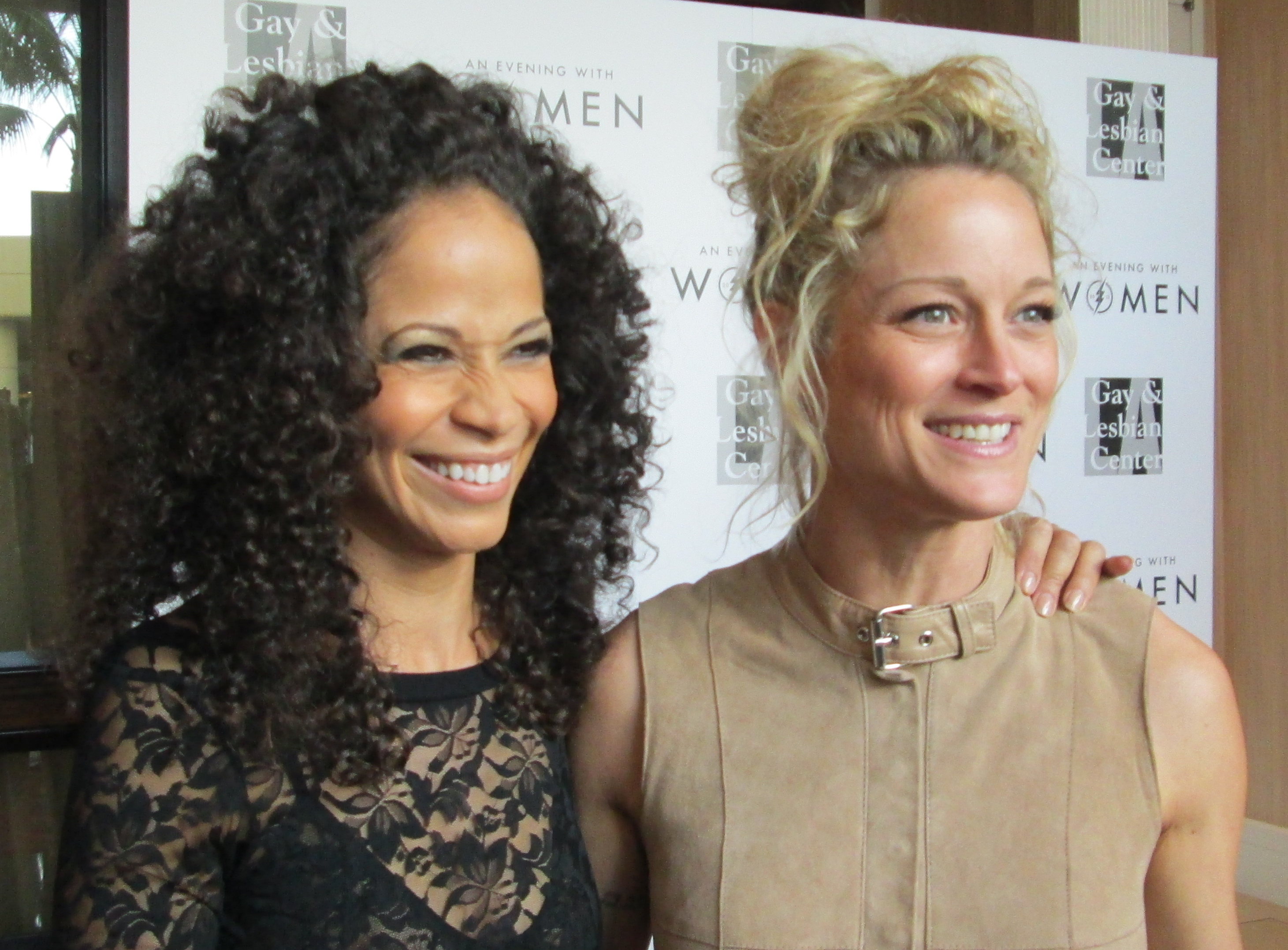
Sherri Saum y Teri Polo, protagonistas principles de la serie

La serie ha cosechado una acogida positiva por su representación innovadora de personajes y temas LGBT. La crítica de Entertainment Weekly, Sarah Caldwell, escribió que "[...] tener una pareja lesbiana y birracial en un programa familiar de televisión es un gran problema. Si miras la demografía de la mayoría de los programas de televisión, es fácil darte cuenta de lo importante que fue esta elección deliberada". La crítica de Philadelphia Daily News, Ellen Gray escribió, "Stef y Lena son el tipo de padres que he conocido más en la vida real que en la televisión. Espero que sean bienvenidos allí, ya que parecen ser acogedores." Y el crítico Matt Rousch de TV Guide opinó lo mismo, escribiendo, "hay algo refrescante en su enfoque no forzado para redefinir cómo es una familia". Además de sus personajes adultos, la serie recibió elogios por su manejo del cuestionamiento de Jude sobre su orientación sexual, con Hollywood.com citando la "reconfortante" interpretación de Byerly al nombrar a Jude en su lista de personajes "favoritos LGBTQ" en 2014. La organización de defensa LGBT, GLAAD y el medio de comunicación de interés gay, TheBacklot.com, elogiaron la decisión del programa de presentar el personaje del adolescente transgénero Cole (interpretado por Tom Phelan), en la segunda mitad de su primera temporada.
En su revisión del episodio piloto, Brian Lowry de Variety criticó lo que sentía que eran elementos de fórmula, escribiendo que lo que era distintivo de la serie parecía haber sido: "extraído durante la reunión de presentación, indicando un espectáculo construido por un comité o incorporando demasiadas notas", aunque reconoció que Polo y Saum eran actrices competentes y que el programa "tenía su corazón en el lugar correcto", Lowry describió la serie como un "asunto completamente independiente de los números". La crítica de PopMatters, Maysa Hattab detectó algunos de los mismos problemas, escribiendo "The Fosters se siente menos como una familia que un ensamblaje cuidadoso de partes maquinadas, como si el espectáculo fuera diseñado para una categoría de "drama familiar" aprobado por el grupo de enfoque, aunque admitía que los personajes principales, Stef y Lena eran "un par agradable".

### Controversia
El 8 de octubre de 2012, más de siete meses antes del estreno de la serie, la organización socialmente conservadora One Million Moms, una división de American Family Association, que ha sido clasificada como grupo de odio extremista por Southern Poverty Law Center, condenó a López y al programa, alentando al público a boicotearlo. El grupo, que ha defendido sistemáticamente contra la representación de parejas del mismo sexo en los medios, declaró: "Si bien el cuidado de crianza y la adopción es algo maravilloso y la Biblia nos enseña a ayudar a los huérfanos, este programa está tratando de redefinir el matrimonio y la familia teniendo a dos madres criando a estos niños juntas". Emitieron la siguiente declaración:
"Obviamente, ABC ha perdido la cabeza. El canal ABC Family tiene varios programas antifamiliares y están planeando sumar este programa a esa creciente lista. ABC Family ha aprobado un piloto de la serie de Jennifer López y su productora, Nuyorican, sobre una pareja de lesbianas y su diversa familia".
En respuesta, ABC defendió el programa de televisión, con el presidente de ABC Family, Michael Riley, contrarrestando la afirmación de One Million Moms con que The Fosters se fusiona perfectamente con la "narrativa innovadora y personajes emblemáticos" y presentará "la misma profundidad, corazón, relaciones cercanas y autenticidad que nuestros espectadores han llegado a esperar".
Otras fuentes también han defendido el espectáculo. Josh Middleton, un escritor de la revista Philadelphia, calificó a la afirmación de One Million Moms como "ridícula" y dijo: "Obviamente se perdieron el barco de programas como Modern Family y The New Normal, que han estado en el aire, y matándolo en el juego de clasificaciones, desde hace un tiempo".

### Audiencia
| Temporada | Día y hora (E.T.)                                                                                       | Canal              | Episodios | Estreno             | Estreno                    | Final               | Final                      | Promedio de espectadores (en millones) |
| Temporada | Día y hora (E.T.)                                                                                       | Canal              | Episodios | Fecha               | Espectadores (en millones) | Fecha               | Espectadores (en millones) | Promedio de espectadores (en millones) |
| --------- | --- | ------------------ | --------- | ------------------- | -------------------------- | ------------------- | -------------------------- | -------------------------------------- |
| 1         | Lunes 09:00 p. m.                                                                                       | ABC Family         | 21        | 3 de junio de 2013  | 1.42                       | 24 de marzo de 2014 | 1.29                       | 1.68                                   |
| 2         | Lunes 09:00 p. m. (1-10) Lunes 08:00 p. m. (11-21)                                                      | ABC Family         | 21        | 16 de junio de 2014 | 1.47                       | 23 de marzo de 2015 | 1.45                       | 1.39                                   |
| 3         | Lunes 08:00 p. m.                                                                                       | ABC FamilyFreeform | 20        | 8 de junio de 2015  | 1.26                       | 28 de marzo de 2016 | 0.77                       | 1.00                                   |
| 4         | Lunes 08:00 p. m. (1-10) Martes 08:00 p. m. (11-20)                                                     | Freeform           | 20        | 20 de junio de 2016 | 0.91                       | 11 de abril de 2017 | 0.72                       | 0.80                                   |
| 5         | Martes 08:00 p. m. (1-18; 21) Martes 09:01 p. m. (19) Lunes 08:00 p. m. (20) Miércoles 08:00 p. m. (22) | Freeform           | 22        | 11 de julio de 2017 | 0.87                       | 6 de junio de 2018  | 0.63                       | 0.62                                   |

### Premios y nominaciones
| Año  | Premiación                 | Nominado(s)                           | Categoría                                           | Resultado | Ref.   |
| ---- | -------------------------- | ------------------------------------- | --------------------------------------------------- | --------- | ------ |
| 2013 | Premios Saturn             | The Fosters                           | Programa Revelación                                 | Ganador   | [ 71 ] |
| 2013 | Premios Saturn             | The Fosters                           | Serie de Televisión del Verano                      | Nominado  | [ 72 ] |
| 2013 | Premios Saturn             | Jake T. Austin                        | Estrella de Televisión Masculina del Verano         | Nominado  | [ 72 ] |
| 2013 | Premios Saturn             | Maia Mitchell                         | Estrella de Televisión Femenina del Verano          | Nominada  | [ 72 ] |
| 2014 | Premios de imagen de NAACP | Millicent Shelton (Episodio: "Clean") | Mejor Director en una Serie de Drama                | Nominada  | [ 73 ] |
| 2014 | GLAAD Media Awards         | The Fosters                           | Mejor Serie Dramática                               | Ganador   | [ 74 ] |
| 2014 | GLAAD Media Awards         | Jennifer Lopez (Productora Ejecutiva) | Premio Vanguardia                                   | Ganadora  | [ 9 ]  |
| 2014 | TCA Awards                 | The Fosters                           | Logro Excepcional en la Programación de la Juventud | Ganador   | [ 75 ] |
| 2014 | Teen Choice Awards 2014    | The Fosters                           | Serie Dramática                                     | Nominado  | [ 76 ] |
| 2014 | Teen Choice Awards 2014    | Jake T. Austin                        | Mejor Actor de Drama                                | Nominado  | [ 76 ] |
| 2014 | Teen Choice Awards 2014    | Maia Mitchell                         | Mejor actriz de drama                               | Nominada  | [ 76 ] |
| 2014 | Teen Choice Awards 2014    | David Lambert                         | Estrella masculina de TV del Verano                 | Nominado  | [ 76 ] |
| 2014 | Teen Choice Awards 2014    | Cierra Ramírez                        | Estrella femenina de TV del Verano                  | Nominada  | [ 76 ] |
| 2015 | GLAAD Media Awards         | The Fosters                           | Mejor Serie Dramática                               | Nominado  | [ 77 ] |
| 2015 | TCA Awards                 | The Fosters                           | Logro Excepcional en la Programación de la Juventud | Ganador   | [ 78 ] |
| 2015 | Teen Choice Awards 2015    | The Fosters                           | Mejor Serie Dramática                               | Nominado  | [ 79 ] |
| 2015 | Teen Choice Awards 2015    | Jake T. Austin                        | Mejor Actor de Drama                                | Nominado  | [ 79 ] |
| 2015 | Teen Choice Awards 2015    | Maia Mitchell                         | Mejor Actriz de Drama                               | Nominada  | [ 79 ] |
| 2015 | Teen Choice Awards 2015    | David Lambert                         | Estrella masculina de TV en Verano                  | Nominado  |        |
| 2016 | People's Choice Awards     | The Fosters                           | Drama de TV por Cable Favorito                      | Nominado  |        |
| 2016 | GLAAD Media Awards         | The Fosters                           | Mejor Serie Dramática                               | Nominado  | [ 80 ] |
| 2016 | Teen Choice Awards 2016    | Maia Mitchell                         | Mejor Actriz de Drama                               | Nominada  | [ 81 ] |
| 2016 | Teen Choice Awards 2016    | The Fosters                           | Show del Verano                                     | Nominado  | [ 82 ] |
| 2016 | Teen Choice Awards 2016    | David Lambert                         | Estrella masculina de TV en Verano                  | Nominado  | [ 82 ] |
| 2016 | Teen Choice Awards 2016    | Cierra Ramírez                        | Estrella femenina de TV en Verano                   | Nominada  | [ 82 ] |
| 2017 | GLAAD Media Awards         | The Fosters                           | Mejor Serie Dramática                               | Nominado  | [ 83 ] |
| 2017 | Teen Choice Awards 2017    | The Fosters                           | Mejor Programa de Televisión del Verano             | Nominado  | [ 84 ] |
| 2017 | Teen Choice Awards 2017    | Noah Centineo                         | Estrella de Televisión masculina del Verano         | Nominado  | [ 84 ] |
| 2017 | Teen Choice Awards 2017    | David Lambert                         | Estrella de Televisión masculina del Verano         | Nominado  | [ 84 ] |
| 2017 | Teen Choice Awards 2017    | Maia Mitchell                         | Estrella femenina de Televisión del Verano          | Nominada  | [ 84 ] |
| 2017 | Teen Choice Awards 2017    | Cierra Ramírez                        | Estrella femenina de Televisión del Verano          | Nominada  | [ 84 ] |